# Дайс, Том
Том Дайс (англ. Tom Dice, род. 25 ноября 1989) — бельгийский певец и композитор, финалист шоу «The X Factor» в 2008 году. Том представил Бельгию на конкурсе песни «Евровидение 2010» с песней «Me and My Guitar» («Я и моя гитара»).
Том родился в бельгийском городе Экло 25 ноября 1989 года. Его настоящее имя — Том Экхаут (нидерл. Tom Eeckhout). С восьми лет заинтересовался музыкой, тогда же начал играть на гитаре. Свою первую песню певец записал в 12 лет. Позднее входил в состав вокального ансамбля Dice, от названия которого взял себе псевдоним.
На «Евровидении» Том стал одним из фаворитов конкурса, заняв первое место в первом полуфинале. Однако в финале он занял только шестое место, значительно уступив победительнице Лене Майер-Ландрут.

## Дискография

### Альбомы
- Teardrops (2010)[7]
- Heart for Sale (2012)
- I've Come a Long Way (2016)
- Better Days (2018)

### Синглы
- Bleeding Love (2009)[1]
- Me and My Guitar (2010)
- Lucy (2010)
- A Thousand Years (2010)
- Il nous faut (2011)
- Utopia (2012)
- Out At Sea (2012)
- Drive Me to Paris (2012)
- Let Me In (2013)
- Right Between the Eyes (2016)
- Hey There Sister (2016)
- Cannonball (2017)
- Better Days (2018)
- All Night Long (2018)